# 浦和惠
浦和惠（日语：／ Urawa Megumi，1965年11月30日—），日本女性配音員。出身於千葉縣柏市。青二Production所屬。身高157cm。A型血。

## 簡歷
青二塾東京校第6期畢業。
她在《聖魔大戰》裡首次以貓啦啦隊長的角色作為配音員首次亮相。

## 人物
音域：實聲B～C。
作為配音員，她出演過許多動畫、遊戲。
她飾演一個有著男孩般嗓音的男孩角色。
興趣：料理、園藝。資格、執照：普通汽車執照。

## 演出
粗體字表示說明飾演的主要角色。

### 電視動畫
1987年
- 新楓葉鎮物語 棕櫚鎮篇（女孩子A、小孩）
- 聖魔大戰（1987年—1988年，貓啦啦隊長、輕鬆擊球手）

1988年
- 魁!! 男塾（小孩A）
- 變形金剛：超神 Master Force（男孩子B）
- 甜蜜小天使 (1988年版)（春子）

1989年
- 西瓜皮先生（奶奶、宮川理惠、母親、進、田中的妻子）

1990年
- 奇天烈大百科（狸貓、大根、追隨者A、可麗餅屋學生、主婦D、瀨川、阿姨）
- 櫻桃小丸子（1990年—，石井姬子、音樂老師、琉璃子、橘、齊藤、山本雪男、吉川綠、折原的妹妹、恭子、牧村真希、吉子的母親、田口、太郎同學〈初代、第3代〉、富田富子、吉田、山口百惠、前田弘美、山田笑太的母親、太郎、杉山聰的母親、杉山聰的姊姊 等）2系列[系列 1]
- 神通小精靈（1990年—1992年，兩口屋是清[11]、女學生）
- 魔法使莎莉 (1989年版)（1990年—1991年，奶奶、助手、健太）
- 夠了！阿太郎 (1990年版)（日语：もーれつア太郎）（護士、豬松子的追隨者、團次郎、完吉、奶奶、弟弟、兒子）
- 長腿叔叔（女學生B）

1991年
- 金魚注意報（PIKO、文太、女學生A）
- 蓋特機器人號（少年A）
- 城市獵人'91（理惠）

1992年
- 宇宙小超人 3000萬光年尋找母親（日语：ウルトラマンキッズ 母をたずねて3000万光年）（特比）
- 21衛門（少女）
- 超仙魔大戰（1992年—1993年，扉、明日香[12]）
- 黑色推銷員（玉腰典江、直子）

1993年
- 足球風雲（廣瀨清隆、忍）
- GS美神（天龍童子、金成木英理人的奶奶）
- 七龍珠Z（1993年—1996年，伊蕾莎、小恐龍、烏普）
- 美少女戰士（1993年—1994年，利亞克斯）2系列
- 家有賤狗（圓）
- 家有賤龍（二更[13]、新子）

1994年
- 蠟筆小新（1994年—1998年，東武動物園女性職員B、秋風舞、赫爾墨斯的彌迦）
- 橘子醬男孩（桃井亮子[10]）

1995年
- 動畫世界的童話（日语：世界名作童話シリーズ ワ〜ォ!メルヘン王国）（小孩）
- 新機動戰記鋼彈W（伊利亞·威娜）
- 忍者亂太郎（海女A〈千代〉）
- 酷媽寶貝蛋（中川媽媽、星野海斗）

1996年
- 機動新世紀鋼彈X（卡倫·拉特）
- 鬼太郎 (第4作)（1996年—1997年，健吾、俊彥〈少年時期〉、三美四郎、百目之子）
- 靈異教師神眉 (1996年版)（1996年—1997年，栗田誠[14]）
- 秀逗魔導士NEXT（阿姨）
- 哆啦A夢 (大山羨代版)（女兒）
- 七龍珠GT（席拉）

1997年
- 新怪博士與機器娃娃（1997年—1999年，空豆嗶助[15]、空服員、貓A）

1998年
- 青澀寶貝（小孩）
- 守護月天！（星神·虎賁）
- 遊☆戲☆王（井守一）

1999年
- 週刊故事樂園（日语：週刊ストーリーランド）（1999年—2000年，山村美代子、莎拉、幫忙的人、女子、工藤魔子）

2000年
- 數碼寶貝大冒險02（2000年—2001年，火田伊織[16]、穿山獸（日语：アルマジモン）[10]／奧柏獸／推文獸／鋼鑚獸 ／潛鯊獸／戰甲獸／古神獸、川田紀子、機械裝甲獸、布尼獸、卡特莉奴、豆豆獸 等）
- ONE PIECE（2000年—2023年，羅羅亞·索隆〈少年時期〉、可亞拉的母親、母親、唐吉訶德·荷敏的妻子）

2002年
- 我們這一家（2002年—2003年，高平亞理紗、麵包店）
- 魯莽天使（天使翼、藤木次郎、主婦、女子3、女子A、女學生C、店員）

2003年
- 魔法少年賈修（海德[10]）
- 高橋留美子劇場（主婦、渡）
- 高橋留美子劇場 人魚之森（老女、女中）
- 惑星奇航（母親）

2004年
- 神奇寶貝超世代（海斗）
- 名偵探柯南（2004年—2021年，別所登志子、學生、村民A、結城夏美、小森光的母親）

2005年
- 小柴犬阿旺的和風心（日语：しばわんこの和のこころ）（小柴犬阿旺[10]）
- 怪醫黑傑克（球童）

2006年
- 飛天小女警Z（潔西·木戶）

2007年
- 鬼太郎 (第5作)（2007年—2008年，白石、始）
- 旁邊的兒童 我的火腿組（日语：はたらキッズ マイハム組）

2008年
- 洋葱和尚朝太郎（日语：ねぎぼうずのあさたろう）（2008年—2009年）

2010年
- Heartcatch 光之美少女！（隼人[17]）

2011年
- 數碼寶貝合體戰爭（龍仔獸、勝）2系列

2013年
- 京騷戲畫（八幡）

2014年
- 七龍珠改（2014年—2015年，伊蕾莎、烏普）
- 境界觸發者（2014年—2021年，林藤陽太郎[18][19]、雷神丸[19]）3系列[系列 2]

2017年
- 七龍珠超（2017年—2018年，歐固瑪[20]）
- ONE PIECE 東海特別篇 ～魯夫與四位夥伴的大冒險～（日语：ONE PIECE エピソードオブ東の海 〜ルフィと4人の仲間の大冒険!!〜）（羅羅亞·索隆〈少年時期〉）

2018年
- 鬼太郎 (第6作)（2018年—2020年，水獺[21]）
- 爆釣王（日语：爆釣バーハンター）（2018年—2019年，島田的奶奶[22]、島田奶奶的妹妹、島田奶奶的親戚、岩魚川淳二）
- KIRA KIRA HAPPY★ 打開吧！見習神仙精靈（2018年—2019年，帕多爾[23]）

2020年
- 阿薩里爾 未來的民間故事（日语：アサティール 未来の昔ばなし）（2020年—2025年，蘇丹[24][25]）2系列[系列 3]

2021年
- 數碼寶貝幽靈遊戲（2021年—2022年，小古加獸、庸俗獸）

2022年
- 名偵探柯南 犯人·犯澤先生（女性、犯澤先生的母親、里佳）

2023年
- 開闊天空！光之美少女（平克通）

2025年
- 靈異教師神眉 (2025年版)（栗田誠的母親）

### 電影動畫
1988年
- 劇場版 魁!! 男塾（女性顧客）

1990年
- 櫻桃小丸子：友情歲月（日语：ちびまる子ちゃん (映画)）（牧村真希）

1991年
- 劇場版 神通小精靈（日语：まじかる☆タルるートくん (1991年の映画)）（兩口屋是清）
- 神通小精靈：燃燒吧！友情的魔法大戰（日语：まじかる☆タルるートくん 燃えろ!友情の魔法大戦）（兩口屋是清）

1992年
- 櫻桃小丸子：我最喜歡的歌（牧村真希）
- 神通小精靈：喜歡，喜歡，我喜歡章魚燒！（日语：まじかる☆タルるートくん すき・すき タコ焼きっ!）（兩口屋是清）

1993年
- 小小男子漢：阿強的時光機之旅（追隨者C）
- 鐵拳對鋼拳1993（今井和美）

1994年
- 怪博士與機器娃娃：嗯加!! 緊張刺激的暑假（日语：Dr.スランプ アラレちゃん んちゃ!!わくわくハートの夏休み）（木乃伊）

1995年
- 卡塔君物語（日语：カッタ君物語）
- 蠟筆小新：雲黑齋的野心（春日吹雪丸[26]）

1996年
- (超) 劇場版！靈異教師神眉（栗田誠）

1997年
- 靈異教師神眉：午夜0點，神眉必死！（栗田誠）
- 靈異教師神眉：恐怖的暑假!! 妖海傳說！（栗田誠）
- 喀喀喀的鬼太郎：妖怪午夜棒球（洋[27]）

1999年
- 怪博士與機器娃娃：阿拉蕾的終極一擊（空豆嗶助）

2000年
- 數碼寶貝大冒險3D：數碼寶貝大獎賽！（穿山獸）
- 數碼寶貝大冒險02 前篇：數碼獸颶風登陸!!／後篇：超絕進化!!黃金的數碼裝甲（火田伊織、穿山獸）

2001年
- 數碼寶貝大冒險02：超惡魔獸的反擊（火田伊織、穿山獸）

2002年
- 金肉人II世：肌肉人參爭奪！超人大戰爭（阿雷南達[28]）

2004年
- ONE PIECE 被詛咒的聖劍（羅羅亞·索隆〈少年時期〉）

2015年
- 櫻桃小丸子：來自義大利的少年（前田弘美）

2019年
- 劇場版 爆釣王：神秘的三角條碼！釣起來！神海魚海神（日语：映画 爆釣バーハンター 謎のバーコードトライアングル!爆釣れ!神海魚ポセイドン）（島田的奶奶[29]）

2020年
- 數碼暴龍 LAST EVOLUTION 絆（穿山獸[30]）

2023年
- 數碼寶貝02 THE BEGINNING（穿山獸[31]）

### OVA
1987年
- JUNK BOY（日语：JUNK BOY）

1990年
- 賽車場之狼II 莫戴娜之劍（日语：サーキットの狼II モデナの剣）（女高中生B）

1991年
- 含羞草（女教師、電影院員工）
- 忍者龍劍傳（傳令少女）
- 羅德斯島戰記（女）

1992年
- 創龍傳

1993年
- Dragon Half（日语：ドラゴンハーフ）（道格·芬恩）

1994年
- GO！GO！ACKMAN（日语：GO!GO!ACKMAN）（ACKMAN）

1998年
- 教科書沒教的事（草屋·姊）
- 危險調查員（道格拉斯〈少年時期〉）

1999年
- （大山敦子）

2000年
- 傳心 守護月天！（星神·虎賁）

### 網路動畫
- （2008年，、阿姨）
- 名偵探柯南 vs Wooo（2011年，母親）
- 數碼寶貝大冒險 25週年紀念PV「數碼寶貝大冒險 -BEYOND-」（2025年，穿山獸）

### 遊戲
1994年
- 卒業II ～Neo Generation～（辛蒂·櫻井）

1996年
- WAR-ZARD（日语：ウォーザード）（陶、奴爾的追隨者[32]）
- 卒業Cross World（辛蒂·櫻井）

1997年
- 戀愛物語（日语：エーベルージュ）（瑪莉蓮·李斯林）
- 靈異教師神眉（栗田誠）[注 1]
- 卒業 Vacation（辛蒂·櫻井）

2003年
- 玩具戰爭（日语：ガチャフォース）（努、玉）

2004年
- 魔法少年賈修 激鬥！最強的魔物們（日语：金色のガッシュベル!! 激闘!最強の魔物達）（海德）
- 異域傳說 二部曲 善惡的彼岸（阿貝德·畢兒索拉〈少年時期〉）

2005年
- 七龍珠Z3（日语：ドラゴンボールZ3）（烏普）

2007年
- 經典傳奇 Vol.2（日语：テイルズ オブ ファンダム Vol.2）（莉絲）

2008年
- 蠟筆小新：呼風喚雨的電影樂園大挑戰！（日语：クレヨンしんちゃん 嵐を呼ぶ シネマランド カチンコガチンコ大活劇!）

2009年
- 櫻桃小丸子DS 小丸子的市鎮（前田弘美、吉川綠）

2011年
- 無盡傳奇（蕾緹夏）
- 七龍珠英雄（2011年—2019年，烏普〈少年時期〉）6作品[系列 4]

2012年
- 無盡傳奇2

2014年
- 蠟筆小新：呼風喚雨春日部電影明星！（日语：クレヨンしんちゃん 嵐を呼ぶ カスカベ映画スターズ!）（春日吹雪丸）

2015年
- 熱情傳奇（阿嘉莎、阿卡莎、薩依德、約翰、聖亞）

2016年
- 緋夜傳奇（利弗）

2020年
- 七龍珠Z 卡卡洛特（2020年—2024年，伊蕾莎、烏普）

2024年
- 魔法少年賈修 永恆羈絆的夥伴（海德[33]）
- LIVE A HERO（貝果[34]）

### 外語配音
- 木偶奇遇記（蘭普威克）※AMADA版。
- ONE PIECE（2023年，少年時期的羅羅亞·索隆）

### 廣播節目
- 日本放送 Radivegas年末特別篇
- 青春冒險（日语：青春アドベンチャー） 『三和之森』（索傑瑞）
- 廣播奇幻故事 『納尼亞傳奇 獅子與魔女』（艾德蒙）
- 廣播劇 『超時空要塞7 Trash』（烏布羅·蒙塔紐）

### CD
- 廣播劇CD「美少女兵器 F-X是我的新娘！」（F-4EJ改 幻影小姐）
- 卒業&卒業II 卒業少女全員集合！（辛蒂·櫻井）
- 數碼寶貝大冒險02 最好的夥伴(9) 火田伊織&穿山獸
- 數碼寶貝大冒險02「羈絆」(4) 火田伊織&穿山獸

### 特攝影集
- 超人力霸王高斯（電腦聲音）

### 電視節目
- 吾郎Deluxe（日语：ゴロウ・デラックス） 旁白
- 100分de名著（日语：100分de名著）（聲音演出）
- （NHK：節目助理角色，神神宮前海鼠的第2代配音）
- 旁白

### 廣告
- GO！GO！ACKMAN 3（日语：GO!GO!ACKMAN）
- Jalan（日语：じゃらん） 廣告角色·弟子
- 日東紅茶（日语：日東紅茶）廣告（熊之茶太郎）
  - 皇家奶茶 篇[35]
  - Daily Club篇[36]
  - Daily Club篇[37]

### 其它
- （弟子·廣告的電視劇版：CS動物星球）
- （數位無線電視〈無線數位〉全面過渡活動角色）
  - 廣告（2009年—2012年）
  - （2009年11月23日—27日，富士電視台）
  - （2011年1月24日—29日，富士電視台）
- Brandear（日语：ブランディア）（2011年）旁白
- AudioMovie(R)（日语：AudioMovie） 奶奶的旅程（2023年，母親[38]）

## 腳註

## 外部連結
- 浦和惠｜青二Production （日語）